# Bosc-Bénard-Crescy
Bosc-Bénard-Crescy település Franciaországban, Eure megyében. Lakosainak száma 439 fő (2018. január 1.).

## Népesség
A település népességének változása:
| Lakosok száma | 132  | 150  | 215  | 281  | 330  | 377  | 373  | 1446 | 431  | 439  |
|               | 1962 | 1968 | 1975 | 1990 | 1999 | 2008 | 2013 | 2016 | 2017 | 2018 |